# Победа (Липецкая область)
Побе́да — посёлок Волченского сельсовета Добровского района Липецкой области.
Расположен на границе с Лебедянским районом. Грунтовыми дорогами соединён с селом Большие Хомяки и посёлком Искра.
Возник примерно в XVIII веке. В посёлке есть заброшенная барская усадьба.

## Население
| 2010 |
| ---- |
| 16   |